# Gansingen
Gansingen (schweizerdeutsch: ˈg̥ɑnsig̥ə, in der lokalen Mundart jünger ˈg̥ɑnsiŋ̥ə, älter ˈg̥ɑusig̥ə) ist eine Einwohnergemeinde im Schweizer Kanton Aargau. Sie gehört zum Bezirk Laufenburg und liegt im Nordosten der Region Fricktal, unweit der Grenze zu Deutschland.

## Geographie
Die Gemeinde liegt im Tal des Mettauerbachs, einem Teil des Mettauertals, und besteht aus mehreren Siedlungen. Geologisch gesehen gehört das Gemeindegebiet zum Übergangsbereich zwischen Tafeljura und Faltenjura. In der Hauptsiedlung leben rund zwei Drittel aller Einwohner. Etwa einen Kilometer südlich davon liegt der Weiler Büren (410 m ü. M.). Im Zentrum Gansingens zweigt in Richtung Südwesten das zwei Kilometer lange Seitental des Galterbachs ab, an dessen oberen Ende der Weiler Galten (480 m ü. M.) liegt.
Beide Täler sind sehr eng und werden durch stellenweise steil aufragende Hügel begrenzt. Die an der westlichen Gemeindegrenze gelegenen Hügel Schlatthalde (558 m ü. M.) und Gugli (607 m ü. M.) sowie der an der östlichen Gemeindegrenze gelegene Laubberg (648 m ü. M.) gelten als Bestandteil des Tafeljuras. Die südliche Gemeindegrenze wird durch eine Kette von Hügeln gebildet, die zum Faltenjura zählen. Es sind dies die Grosshalde (698 m ü. M.) im Südwesten, der Ifang (667 m ü. M.) und die Oberegg (570 m ü. M.) im Süden sowie das Bürerhorn (671 m ü. M.) im Südosten. Zwischen dem Bürerhorn und der Oberegg liegt der Bürersteig, der Passübergang ins Aaretal.
Die Fläche des Gemeindegebiets beträgt 877 Hektaren, davon sind 333 Hektaren bewaldet und 70 Hektaren überbaut. Der höchste Punkt liegt auf der Grosshalde, der tiefste auf 363 m ü. M. am Mettauerbach. Das Gemeindegebiet von Gansingen ist Teil des Juraparks Aargau, einem «Regionalen Naturpark von nationaler Bedeutung». Nachbargemeinden sind Mettauertal im Norden und Osten, Remigen im Südosten, Mönthal im Süden und Laufenburg im Westen.

## Geschichte
Im 5. oder 6. Jahrhundert, nach dem Rückzug der Römer, besiedelten die Alamannen das obere Mettauertal. Die erste urkundliche Erwähnung von Gansungen erfolgte im Jahr 1240. Der Ortsname stammt vom althochdeutschen Gansingun und bedeutet «bei den Leuten des Ganso». Das Dorf unterstand der Gerichtsbarkeit der jeweiligen Besitzer der Burg Bernau im nahen Leibstadt. Die Landesherrschaft ging 1386 von den Grafen von Habsburg-Laufenburg an die ältere Linie der Habsburger über. Diese verpfändeten nach dem Waldshuterkrieg von 1468 das gesamte Fricktal an Burgund. Als die Burgunder von den Eidgenossen während der Burgunderkriege vernichtend geschlagen worden waren, kam Gansingen 1477 wieder unter österreichische Herrschaft.
Nach der Reichsreform des österreichischen Kaisers Maximilian I. im Jahr 1491 gehörte Gansingen zu Vorderösterreich. Die österreichischen Behörden besassen hier über weniger Kompetenzen als in den Nachbardörfern, da die Herrschaft Bernau gegenüber der Kameralherrschaft Laufenburg eine gewisse Eigenständigkeit beibehielt. Während des Schwabenkriegs von 1499 zogen Bauern aus dem Mettauertal plündernd durch die Dörfer im benachbarten Berner Aargau. Im 17. Jahrhundert gab es kaum längere Friedenszeiten. Der Rappenkrieg, ein Bauernaufstand, dauerte von 1612 bis 1614. Der Dreissigjährige Krieg, der zwischen 1633 und 1638 auch das Fricktal erfasste, traf Gansingen besonders hart: Nach dem Rückzug der Schweden standen nur noch vier Häuser und die stark beschädigte Kirche. Auch während des Pfälzischen Erbfolgekriegs (1688–1697) zogen fremde Truppen durch die Region.
1797 wurde das Fricktal nach dem Frieden von Campo Formio ein französisches Protektorat. Während des Zweiten Koalitionskrieges verlief hier die Frontlinie zwischen den Armeen Frankreichs und Österreichs. Am 20. Februar 1802 wurde Gansingen eine Gemeinde im Distrikt Laufenburg des Kantons Fricktal, der sich im August der Helvetischen Republik anschloss. Damit war die Gemeinde schweizerisch geworden. Seit dem 19. März 1803 gehört Gansingen zum Kanton Aargau.
Bei einem Grossbrand im Jahr 1814 wurden in Gansingen 29 Häuser ein Raub der Flammen, darunter das sieben Jahre zuvor errichtete Schulhaus. 1829 brannte der Weiler Galten vollständig nieder. Mitte des 19. Jahrhunderts setzte aufgrund von Missernten eine Auswanderungswelle ein, bis 1910 nahm die Bevölkerungszahl um über einen Drittel ab. Bis weit ins 20. Jahrhundert hinein blieb Gansingen landwirtschaftlich geprägt, daneben existierten einige Gewerbebetriebe wie z. B. eine Nagelschmiede. Die Bevölkerungszahl stagnierte bis zu Beginn der 1980er Jahre, seither ist sie wieder leicht ansteigend.
Am 21. September 2007 lehnte die Gemeindeversammlung den Antrag ab, mit Etzgen, Hottwil, Mettau, Oberhofen und Wil zur Gemeinde Mettauertal zu fusionieren. Die übrigen Gemeinden beschlossen daraufhin am 20. März 2008, vorerst ohne die Mitwirkung Gansingens zu fusionieren.

## Wappen
Die Blasonierung des Gemeindewappens lautet: «In Blau auf grünem Dreiberg auffliegende, gelb bewehrte weisse Gans.» Auf den Gemeindesiegeln des 19. Jahrhunderts war die Gans noch nicht im Schild, sondern am oberen Schildrand des Kantonswappens zu sehen. Die heute verwendete Version wurde 1939 eingeführt.

## Sehenswürdigkeiten

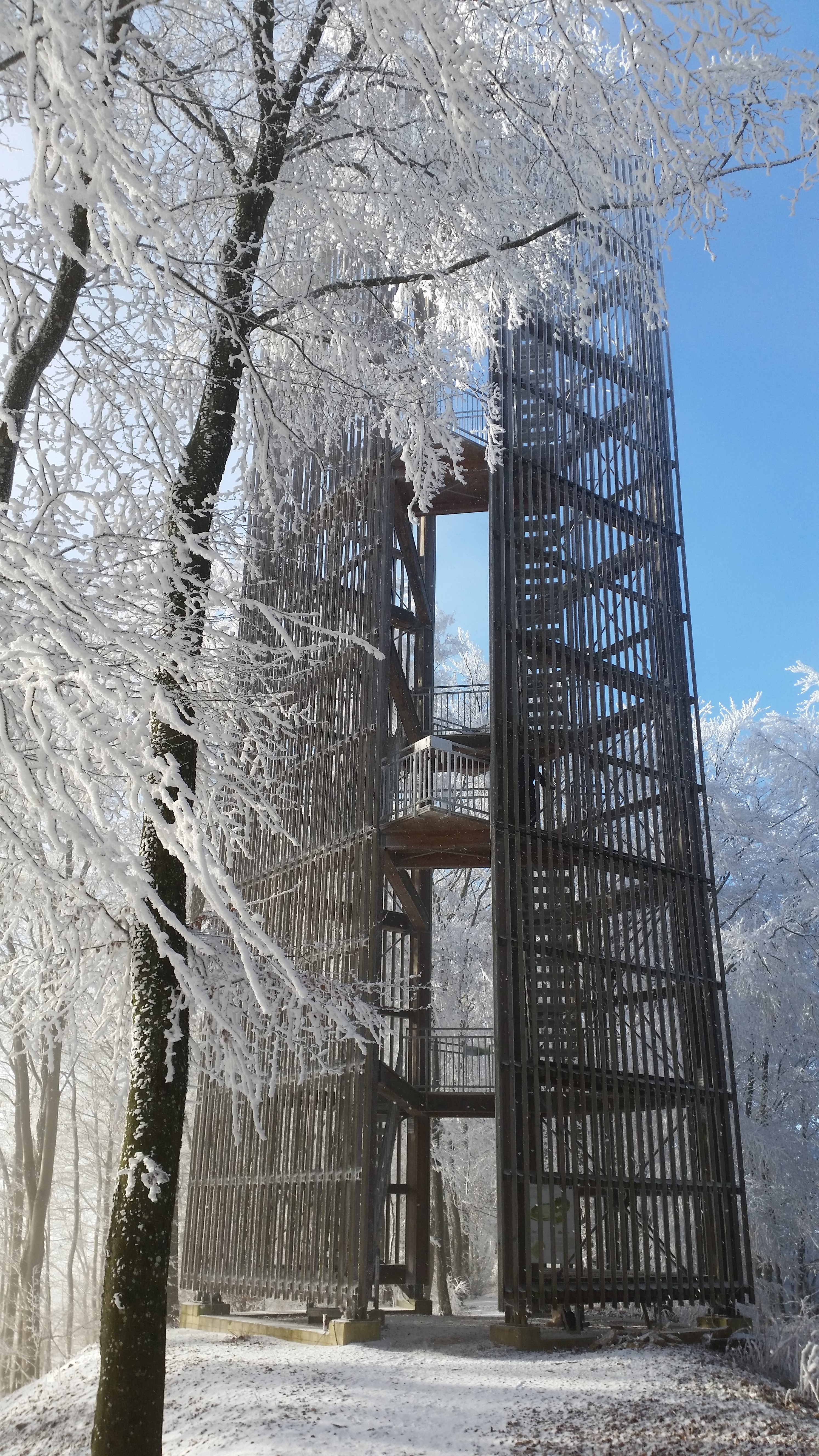
Cheisacherturm

Die heutige Kirche der römisch-katholischen Kirchgemeinde wurde 1899 erbaut und 1972 erstmals renoviert. Erneute Innenrenovation 2002, gefolgt von einer Aussenrenovation 2006. Der Innenraum ist modern gehalten. Das ehemalige Pfarrhaus an der Hinterdorfstrasse 3 ist kantonal denkmalgeschützt.
Auf der Grosshalde stehen der Cheisacherturm und die Sternwarte Cheisacher.

## Bevölkerung
Die Einwohnerzahlen entwickelten sich wie folgt:
| Jahr      | 1803 | 1850 | 1900 | 1930 | 1950 | 1960 | 1970 | 1980 | 1990 | 2000 | 2010 | 2020 |
| Einwohner | 765  | 1053 | 723  | 706  | 790  | 698  | 717  | 741  | 876  | 927  | 958  | 1066 |

Am 31. Dezember 2023 lebten 1097 Menschen in Gansingen, der Ausländeranteil betrug 13,2 %. Bei der Volkszählung 2015 bezeichneten sich 60,4 % als römisch-katholisch und 15,7 % als reformiert; 23,9 % waren konfessionslos oder gehörten anderen Glaubensrichtungen an. 96,7 % gaben bei der Volkszählung 2000 Deutsch als ihre Hauptsprache an und 0,6 % Englisch.

## Politik und Recht
Die Versammlung der Stimmberechtigten, die Gemeindeversammlung, übt die Legislativgewalt aus. Ausführende Behörde ist der fünfköpfige Gemeinderat. Er wird im Majorzverfahren vom Volk gewählt, seine Amtsdauer beträgt vier Jahre. Der Gemeinderat führt und repräsentiert die Gemeinde. Dazu vollzieht er die Beschlüsse der Gemeindeversammlung und die Aufgaben, die ihm vom Kanton zugeteilt wurden. Für Rechtsstreitigkeiten ist in erster Instanz das Bezirksgericht Laufenburg zuständig. Gansingen gehört zum Friedensrichterkreis X (Mettau).
Seit 1990 besteht eine Partnerschaft mit Gansheim, einem Ortsteil der bayerischen Gemeinde Marxheim.

## Wirtschaft
In Gansingen gibt es gemäss der im Jahr 2015 erhobenen Statistik der Unternehmensstruktur (STATENT) rund 180 Arbeitsplätze, davon 37 % in der Landwirtschaft, 9 % in der Industrie und 54 % im Dienstleistungssektor. Die meisten Erwerbstätigen sind Wegpendler und arbeiten in den grösseren Gemeinden des Fricktals und des unteren Aaretals.

## Verkehr
Gansingen liegt an der Kantonsstrasse 277, die vom Rheintal bei Etzgen über den Bürersteig nach Brugg führt. Eine Nebenstrasse führt über den Weiler Galten nach Sulz. Die Anbindung an das Netz des öffentlichen Verkehrs erfolgt durch eine Postautolinie zwischen den Bahnhöfen Laufenburg und Brugg.

## Bildung
Die Gemeinde verfügt über einen Kindergarten und ein Schulhaus, in dem die Primarschule unterrichtet wird. Die Bezirksschule, die Sekundarschule und die Realschule können im Schulzentrum Blauen in Laufenburg besucht werden. Die nächstgelegenen Gymnasien befinden sich in Aarau (Alte Kantonsschule und Neue Kantonsschule); aufgrund einer interkantonalen Vereinbarung können Jugendliche aus Teilen des Fricktals das Gymnasium auch in Muttenz (Kanton Basel-Landschaft) oder in Basel absolvieren.

## Bilder

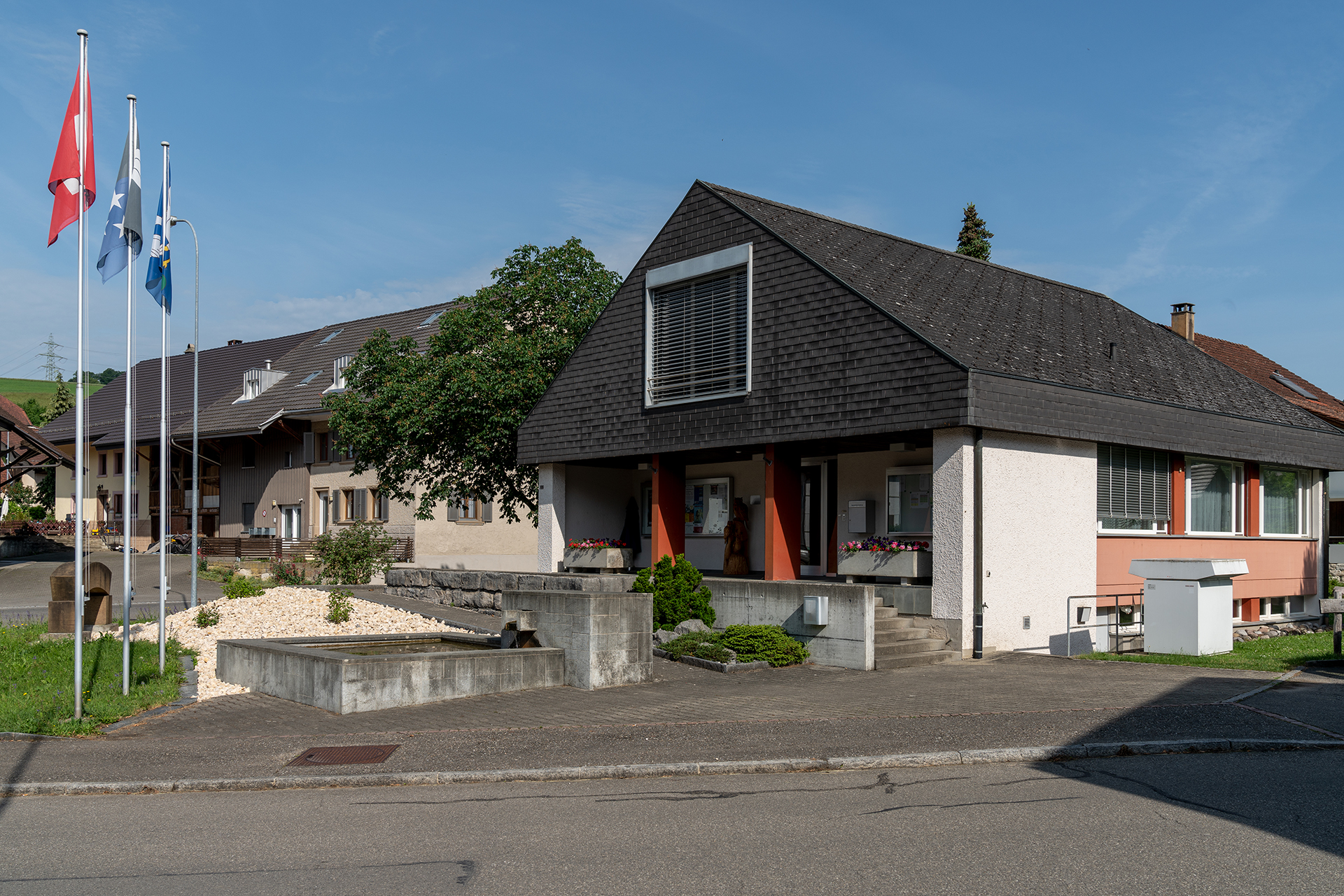
Gemeindeverwaltung
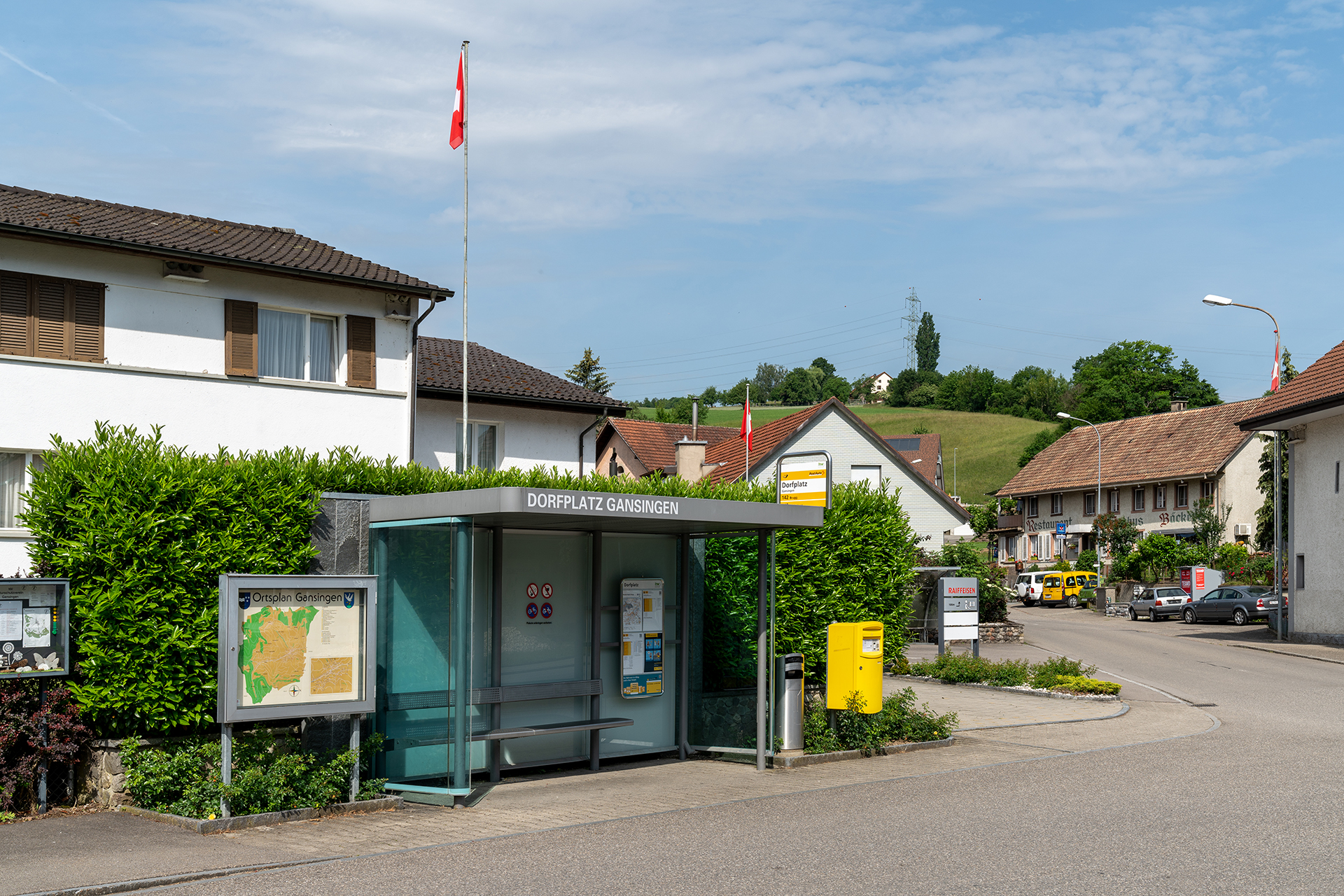
Dorfplatz
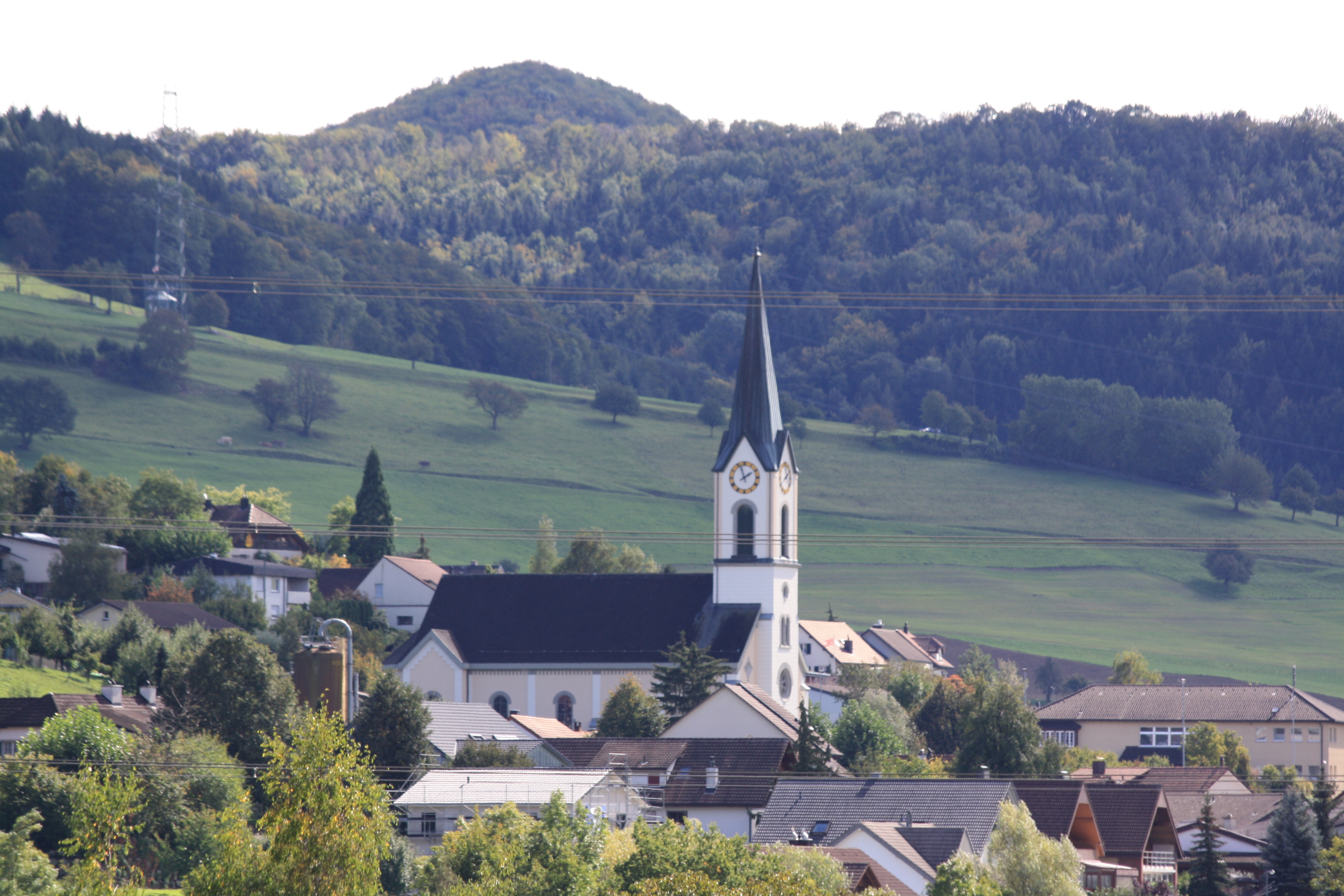
Pfarrkirche
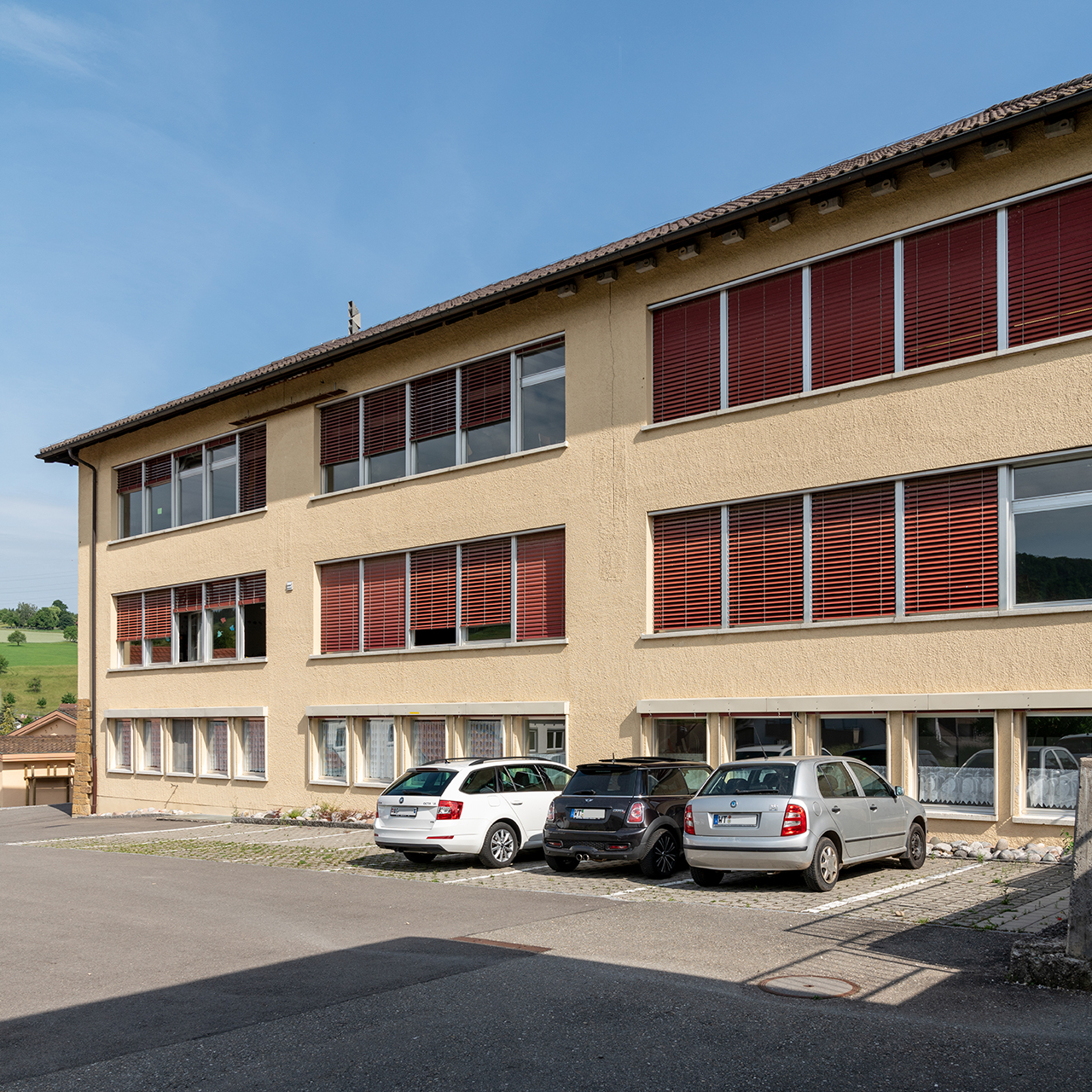
Schulhaus
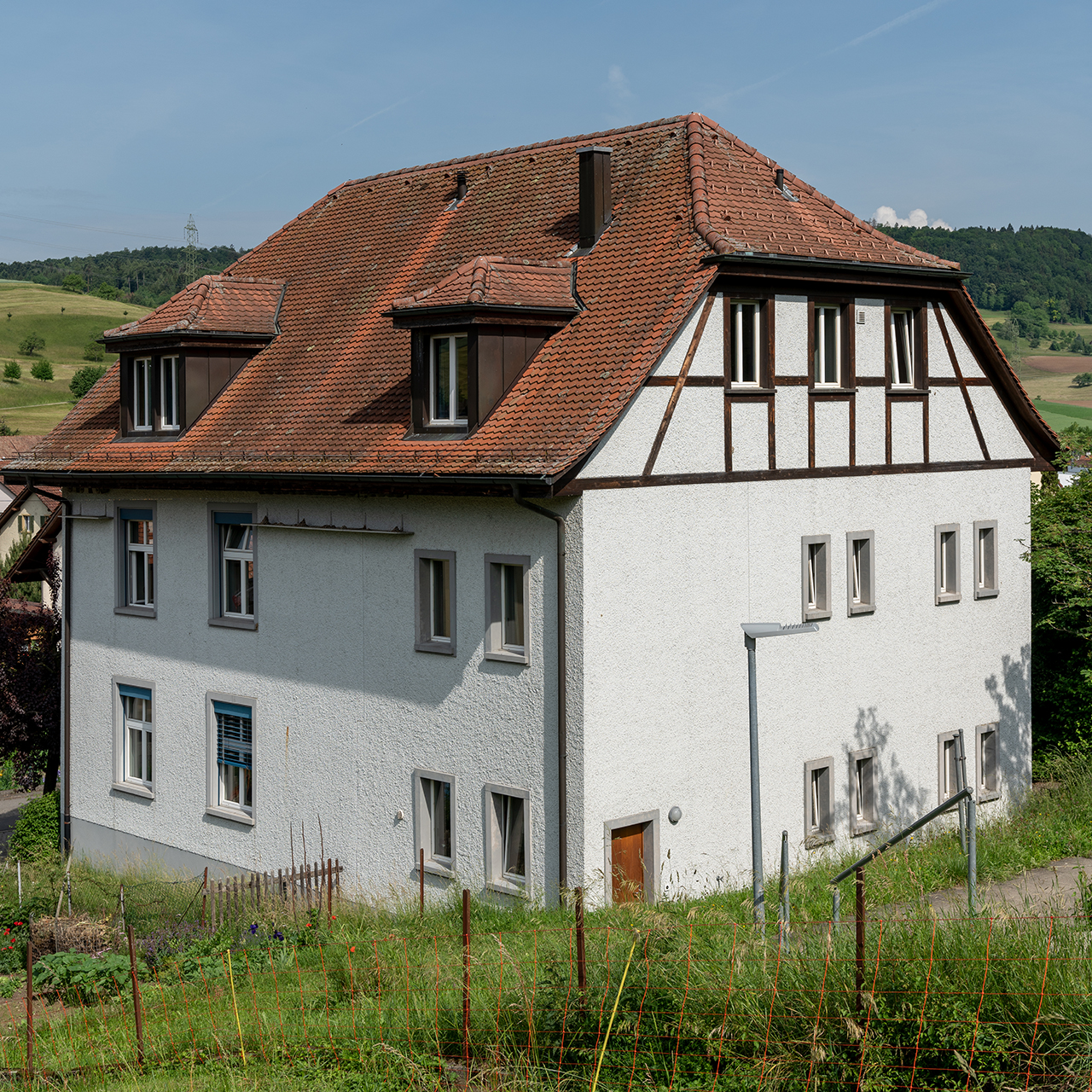
Altes Schulhaus
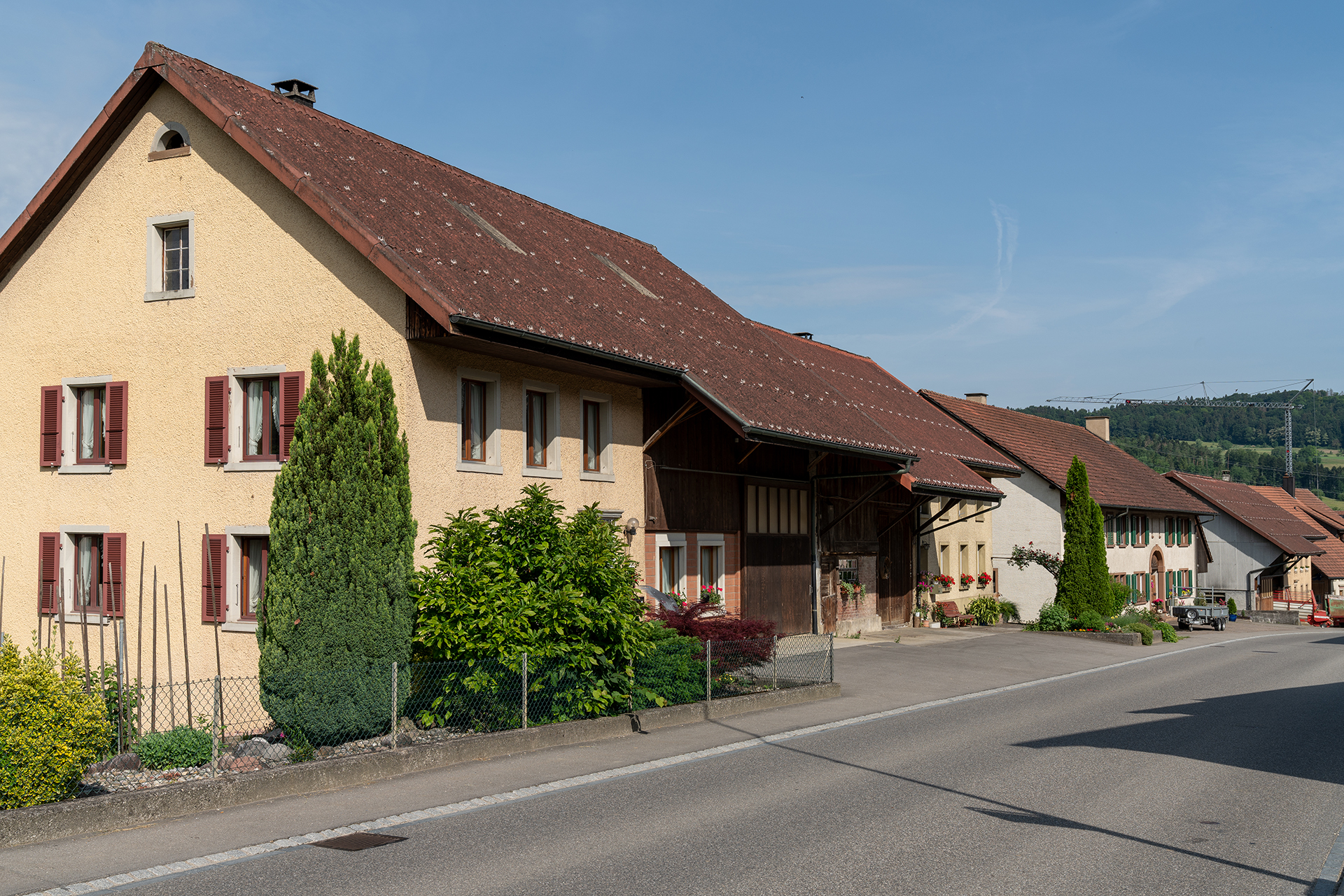
Häuserzeile